# Chocholná-Velčice
Chocholná-Velčice ist eine Gemeinde im Nordwesten der Slowakei mit 1666 Einwohnern (Stand 31. Dezember 2024) und gehört zum Okres Trenčín, einem Teil des Trenčiansky kraj.

## Geographie
Die Gemeinde befindet sich im mittleren Waagtal am rechten Ufer der Waag im Schatten der nordwestlich gelegenen Weißen Karpaten. Das knapp 28 km² große Gemeindegebiet bildet einen Streifen vom Waagtal (Höhe 198 m n.m.) heraus über das Tal Chocholianska dolina bis zur Staatsgrenze mit Tschechien am Hauptkamm der Weißen Karpaten mit Höhen von etwa 800 m n.m. Durch das ganze Gemeindegebiet fließt der Bach Chocholianka. Das Ortszentrum liegt auf einer Höhe von 220 m n.m. und ist 10 Straßenkilometer von Trenčín entfernt.
Chocholná-Velčice gliedert sich in Gemeindeteile Chocholná, Kykula und Velčice.

## Geschichte
Die heutige Gemeinde entstand 1960 durch Zusammenschluss der Orte Chocholná und Velčice. Chocholná seinerseits entstand 1944 nach einer Fusionierung der Orte Malá Chocholná und Veľká Chocholná. 
Die Orte wurden zum ersten Mal 1345 (als Welchycz für Velčice), 1396 (als Kys Hoholna für Malá Chocholná) und 1481 (als Naghoholna für Veľká Chocholná) schriftlich erwähnt.

## Bevölkerung
| Jahr                | 1994 | 2004    | 2014    | 2024    |
| ------------------- | ---- | ------- | ------- | ------- |
| Anzahl der Personen | 1603 | 1695    | 1701    | 1666    |
| Unterschied         |      | +5,73 % | +0,35 % | −2,05 % |

| Jahr                | 2023 | 2024    |
| ------------------- | ---- | ------- |
| Anzahl der Personen | 1672 | 1666    |
| Unterschied         |      | −0,35 % |

Ergebnisse der Volkszählung 2001 (1639 Einwohner):
| Nach Ethnie: - 98,41 % Slowaken - 1,16 % Tschechen | Nach Konfession: - 59,12 % römisch-katholisch - 30,75 % evangelisch - 8,11 % konfessionslos |

## Verkehr
Bei Chocholná liegt ein bedeutender Straßenknotenpunkt. Dort kreuzen sich die Straßen 1. Ordnung 61 (Bratislava–Bytča) sowie 50 (E 572, Grenze CZ–Zvolen–Košice–Grenze UA). Die erstgenannte Straße wurde in den späten 1990er Jahren durch die Autobahn D1 (E 75, Bratislava–Žilina) ersetzt. Am Ort vorbei verläuft die zweigleisige Bahnstrecke Bratislava–Žilina, mit Anschlüssen im Nachbarort Kostolná-Záriečie (Nahverkehr) oder in Trenčín (Fernverkehr).